# 傍分泌
傍分泌（ぼうぶんぴ・ぼうぶんぴつ、英語: Paracrine signaling、パラクリンシグナリング）とは、細胞間におけるシグナル伝達のひとつ。特定の細胞から分泌される物質が、血液中を通らず組織液などを介してその細胞の周辺で局所的な作用を発揮することである。

## 概要
パラクリンの「パラ」とは「近く」を意味しており、典型的なホルモンは特定の器官で産出された後、血流に乗り遠隔の標的器官で作用を発現するが、傍分泌ではシグナル分子が細胞外液を介して分泌する細胞の近くだけに拡散し、周辺の細胞に働きかける。この傍分泌にかかわるタンパク質はパラクリン因子（または単にパラクリン）と呼ばれ、発生や損傷部位の細胞増殖や腫瘍などにおいて重要な役割を担っている。
例えば、腫瘍細胞はVEGFと呼ばれるパラクリン因子が周りの細胞に働きかけ血管を作り、自らの栄養を確保している。また、ソマトスタチンのような物質は特定の組織からではなく、多くの異なった種類の細胞で産出され隣接する細胞に作用する。
傍分泌とよく似たものに自己分泌（オートクリン）がある。ともに局所的な作用をもたらすが、前者は違うタイプの細胞に作用するが、後者は分泌する細胞と同じタイプの細胞に作用する。しかし双方の作用を持つものもあるため、このふたつをひとくくりにして考えることも多い。また、成長ホルモンのように一般に分泌する細胞から離れたところで働くと思われるホルモンでもパラクリン作用を持っていることがわかってきており、ホルモン(エンドクリン)とパラクリンの差は少ないと考えられる。

## 発生における役割
パラクリンは発生において特に重要な役割を果たしている。例えば、パラクリンとして働くShh（ソニック・ヘッジホッグ）やBMP（骨形成タンパク質）は以下のようにして神経を誘導する。まず、脊索から分泌されるShhは神経管の腹側で底板を分化させ、この底板からもShhが分泌されるようになる。一方、背側では外胚葉がBMP（BMP4・BMP7）を分泌し近くの神経管を蓋板に誘導し、またここからもBMPが分泌されるようになる。このような腹側からのShhと背側からのBMPが神経管において濃度勾配をつくり位置情報となる。そしてこの情報をもととして最終的には腹側に運動ニューロン、背側に感覚ニューロンができるのである。